# Ezhou
Ezhou (cinese: 鄂州; pinyin: Èzhōu) è una città-prefettura della Cina nella provincia dello Hubei.

## Suddivisioni amministrative
- Distretto di Echeng
- Distretto di Liangzihu
- Distretto di Huarong